# Kioa
Kioa est une île fidjienne située au large de l’île Vanua Levu, la seconde plus grande île des Fidji. L'île, inhabitée jusqu'en 1947 a été colonisée par des habitants de l'île de Vaitupu, située aux Tuvalu, qui cherchaient des terres plus hospitalières.

## Histoire
En 1853, un marin britannique, le capitaine William Owen, acquiert Kioa auprès du Tui Cakau (en) et y fonde une plantation de cocotiers. L'île est alors connue sous le nom d'Owen Island. En 1866, il loue l'île à deux habitants d'Adélaïde pour une durée de quinze ans
En 1945, Donald Kennedy (en), ancien administrateur colonial britannique des îles Gilbert et Ellice, se rend à Vaitupu, où la surpopulation est un problème, certains des insulaires étaient réceptifs à une réinstallation. Après une collecte faite par les Vaitupuans qui voulaient émigrer, Kennedy et Henry Evans Maude achètent, en juin 1946, l'île de Kioa aux Fidji en leur nom, pour 3 015 livres sterling,. Le gouvernement fidjien autorise 250 colons à s'installer sur l'île dans les dix ans. Le 26 octobre 1947, les 37 premiers colons arrivent sur l'ile apportant leur culture et leur mode de vie polynésien,.
Entre 1947 et 1963, 217 personnes ont déménagé à Kioa,. En 2005, les habitants de Kioa ont obtenu la nationalité fidjienne.

## Personnalité
- Asenate Manoa, née le 23 mai 1992 à Kioa[11], est une sprinteuse tuvaluane. Elle a participé aux Jeux olympiques d'été de 2012 et aux Jeux olympiques d'été de 2008